# Provinces de l'Afrique du Sud
| \| Cap-Occidental Cap-Oriental Cap-Nord État libre KwaZulu-Natal Gauteng Mpumalanga Nord-Ouest Limpopo \| Carte des provinces. |
| Cap-Occidental Cap-Oriental Cap-Nord État libre KwaZulu-Natal Gauteng Mpumalanga Nord-Ouest Limpopo                            |

Les provinces de l'Afrique du Sud sont le premier niveau de subdivision territoriale de la république d’Afrique du Sud. Au nombre de 9 depuis 1994, elles succèdent aux quatre anciennes provinces constituées en 1910 lors de la formation de l'union d'Afrique du Sud, provinces auxquelles s'étaient ajoutés dix bantoustans autonomes ou indépendants entre 1960 et 1994, lors de l'application de la politique de l'apartheid.

## Histoire
L'union d'Afrique du Sud a été établie en 1910 de par la fusion de quatre colonies britanniques, en premier lieu la colonie du Cap et la colonie du Natal ainsi que deux autres territoires conquis par les Britanniques à la suite de la seconde guerre des Boers, le Transvaal et la colonie de la rivière Orange. Ces quatre anciennes colonies deviendront alors les premières provinces du pays et le demeureront jusqu'à la fin de l'application des modalités de l'apartheid.

Provinces d'Afrique du Sud à partir de 1910.

De 1910, année de création de l'union d'Afrique du Sud, jusqu'à 1994, année d'entrée en vigueur de la Constitution provisoire de 1993 qui met fin officiellement à l'apartheid, il existe donc quatre provinces, soit la province du Cap de Bonne-Espérance, l'État libre d'Orange, la province du Natal et la province du Transvaal.

Provinces d'Afrique du Sud à partir de 1981, y compris les bantoustans.

La politique de ségrégation raciale ayant amené la population d'origine africaine à ne pouvoir posséder des terres que dans certaines zones délimitées mène à la création de bantoustans. Quatre de ces zones sont établies par le régime de l'apartheid comme des nations indépendantes mais non-reconnues par la communauté internationale : le Transkei en 1976, le Bophuthatswana en 1977, le Venda en 1979 puis finalement le Ciskei en 1981. Chaque communauté ethnique étant rattachée administrativement à son bantoustan, leur accorder leur indépendance permet au régime de l'apartheid de supprimer de ses registres les personnes d'origines africaines.
Le 27 avril 1994, à la suite des premières élections générales sud-africaines au suffrage universel, ces bantoustans sont dissous et neuf nouvelles provinces sont établies et inscrites dans la première constitution intérimaire.
Ce redécoupage territorial est en rupture avec le système antérieur des bantoustans. Ceux-ci sont réintégrés au niveau provincial, réservé auparavant aux seules populations blanches, tout en prenant largement en compte les identités linguistiques ou ethniques. Par exemple, le bantoustan du Bophuthatswana établi pour la population tswana a été éliminé, mais les frontières de l'actuelle province du Nord-Ouest y déterminent une population majoritairement tswana.
De même, l'État libre est principalement d'ethnie sotho et le Cap-Oriental d'ethnie xhosa. Le KwaZulu-Natal est toujours le berceau de la plupart des Zoulous et des Asiatiques d'Afrique du Sud. Les provinces du Cap-Occidental et du Cap-Nord sont principalement peuplées de locuteurs de l'Afrikaans, mais les minorités xhosa et anglophone y sont importantes. Les provinces de Mpumalanga, de Limpopo et du Gauteng, toutes trois formées à partir de l'ancien Transvaal, sont plus diversifiées en termes de linguistique ou d'ethnies. Le Gauteng comprend notamment les grands centres urbains de Johannesbourg et Pretoria, et attire depuis longtemps des populations jeunes ou actives d'horizons différents.
Quelques provinces ont connu un changement d'appellation depuis leur formation. Les noms provisoires du Gauteng, du Mpumalanga et du Limpopo étaient originellement « Pretoria-Witwatersrand-Vereeniging », « Transvaal de l'Est » et « Transvaal du Nord ». Cette dernière province s'est appelée quelques années « Province du Nord », avant l'adoption de la dénomination actuelle de « Limpopo ». Un changement de nom projeté pour le Cap-Oriental est resté sans suite. Le 12e amendement de la Constitution a modifié les frontières des provinces en décembre 2005.

## Administration
Les provinces sud-africaines sont gouvernées via plusieurs échelons, l'échelon national, l'échelon provincial et l'échelon local.
Au niveau national, le Conseil national des provinces constitue la chambre haute du Parlement d'Afrique du Sud. En dessous, chaque province possède un gouvernement provincial. Enfin, les districts et les municipalités métropolitaines bénéficient également de gouvernements locaux. 

### Conseil national des provinces
Le Parlement d'Afrique du Sud possède deux chambres, l'Assemblée nationale et le Conseil national des provinces. Cette dernière à pour vocation de représenter les intérêts des provinces lors des débats législatifs.
Chacune des neuf provinces envoie 10 représentants au Conseil national des provinces, six ont la qualité de représentants permanents tandis que quatre sont des délégués spéciaux.

### Gouvernement provincial
Chaque province est gouvernée par un parlement unicaméral. Sa composition est proportionnelle à la population de la province, allant de 30 membres dans la province du Cap-Nord jusqu'à 80 au KwaZulu-Natal. La durée du mandat d'un parlement provincial est de cinq ans et est élu au scrutin proportionnel plurinominal, généralement le même jour que l'élection de l'Assemblée nationale.
Le parlement provincial doit élire par la suite parmi ses membres, un Premier ministre (en anglais : Premier) qui prend la tête de l'exécutif provincial. Ce dernier choisit entre cinq et dix autres membres du parlement afin de constituer un cabinet, correspondant au gouvernement provincial.
Les pouvoirs du gouvernement provincial sont limités à une série de domaines listés par la Constitution sud-africaine de 1996 qui dispose que certaines compétences doivent être partagés avec le gouvernement national, notamment dans les domaines de l'agriculture, de l'éducation, de la santé ou de l'habitat public.
Les provinces n'ont pas leur propre système judiciaire, car la compétence judiciaire relève de la responsabilité du gouvernement national.

## Liste des provinces
| Province       | Carte | Drapeau | Capitale         | Superficie  | Population (2021) | Premier ministre | Premier ministre                  | Code |
| -------------- | ----- | ------- | ---------------- | ----------- | ----------------- | ---------------- | --------------------------------- | ---- |
| Cap-Occidental |       |         | Le Cap           | 129 462 km2 | 7 113 776         |                  | Alan Winde (DA)                   | WC   |
| Cap-Oriental   |       |         | Bhisho           | 168 966 km2 | 6 676 590         |                  | Oscar Mabuyane (ANC)              | EC   |
| Cap-Nord       |       |         | Kimberley        | 372 889 km2 | 1 303 047         |                  | Zamani Saul (ANC)                 | NC   |
| État libre     |       |         | Bloemfontein     | 129 825 km2 | 2 932 441         |                  | Maqueen Letsoha-Mathae (en) (ANC) | FS   |
| Gauteng        |       |         | Johannesbourg    | 18 176 km2  | 15 810 388        |                  | Panyaza Lesufi (en) (ANC)         | GP   |
| KwaZulu-Natal  |       |         | Pietermaritzburg | 94 361 km2  | 11 513 575        |                  | Thami Ntuli (en) (IFP)            | KZN  |
| Limpopo        |       |         | Polokwane        | 125 754 km2 | 5 926 724         |                  | Phophi Ramathuba (ANC)            | LP   |
| Mpumalanga     |       |         | Mbombela         | 76 495 km2  | 4 743 584         |                  | Mandla Ndlovu (en) (ANC)          | MP   |
| Nord-Ouest     |       |         | Mahikeng         | 104 882 km2 | 4 122 854         |                  | Lazarus Mokgosi (en) (ANC)        | NW   |